# Juryplicht
Juryplicht in de Verenigde Staten betekent dat in principe iedere Amerikaan beschikbaar moet zijn om zitting te nemen in een jury. Elke Amerikaan kan hiervoor  geselecteerd worden, dus ook rechters van het Amerikaanse hooggerechtshof. 
Wanneer men een oproep ontvangt dient men op de selectiezitting te verschijnen. Eenieder is verplicht zich te melden als een oproep voor juryplicht op de mat valt, tenzij kan worden aangetoond dat dit om zwaarwegende redenen onmogelijk is. Wanneer iemand, die opgeroepen is om in de jury plaats te nemen, dat niet wil of om een andere reden niet komt opdagen, kan er een geldboete opgelegd worden wegens minachting van het hof, hoewel in praktijk dit pas geschiedt na het herhaaldelijk negeren van oproepen.
Zowel de federale overheid als iedere staat hebben hun eigen selectieprocedure. Vaak komt dit neer op het ondervragen van de kandidaten over hun achtergrond en eventuele vooroordelen over de zaak. Dit wordt aangeduid met de term 'voir dire'. De kandidaten mogen dan door de advocaten van beide partijen worden gewraakt (geweigerd), waarbij iedere zijde een beperkt aantal wrakingsmogelijkheden heeft. Wrakingen zijn meestal gebaseerd op vermeende vooringenomenheid. Een advocaat van een rijke zakenman zal bijvoorbeeld wellicht geen linkse activist in de jury willen omdat deze zijn klant wellicht niet welgevallig is. Een andere reden (vaak van rechtswege) om een kandidaat te wraken is vooringenomenheid met bepaalde straffen. Personen die tegen de doodstraf zijn en aangeven dat ze deze ook niet willen toepassen zullen bijvoorbeeld worden gewraakt in een strafzaak waar de doodstraf kan worden opgelegd. In de praktijk kan dit dus door onwillige kandidaten worden gebruikt om straffeloos aan juryplicht te ontkomen. Gezien het feit dat er vaak een ruime hoeveelheid kandidaten wordt opgeroepen en dat veel Amerikanen de juryplicht als burgerplicht zien die ze naar beste eer en geweten willen vervullen, is dit in de praktijk geen groot probleem: er is altijd wel iemand anders.
Verder is ook een belangenconflict een uitsluitingsgrond. Een kandidaat-jurylid kan bijvoorbeeld worden uitgesloten omdat hij een familielid is van één van de partijen, of omdat zijn bedrijf grootaandeelhouder van een procespartij is, of omdat zijn bedrijf een juridisch belang heeft bij de uitspraak (bijvoorbeeld een directeur van een tabaksbedrijf in een aansprakelijkheidszaak wegens longkanker door roken).
Juryplicht kan een tijdrovende en belastende bezigheid zijn. Sommige rechtszaken slepen zich maandenlang voort waarbij de juryleden fulltime betrokken zijn en blijven. Tijdens deze periode tracht men te zorgen dat de juryleden zo objectief mogelijk blijven. Zo worden juryleden afgezonderd omdat ze anders door familie, collega's of kennissen kunnen worden beïnvloed. Ook toegang tot kranten, televisie en internet kunnen om dezelfde reden worden beperkt. Om deze reden kunnen ook reeds bestaande banden of eventuele (liefdes)relaties tussen juryleden als beletselen voor de objectiviteit worden gezien. Sociale dynamiek kan ook de objectiviteit beïnvloeden: één of meerdere juryleden kunnen de leiding nemen en de hele groep beïnvloeden. Een ander probleem is het feit dat juryleden het rigide regime als onprettig kunnen ervaren. Dit kan er weer toe leiden dat ze verleid worden om maar snel tot een beslissing te komen om van de juryplicht verlost te zijn. Anderzijds zien veel Amerikanen de juryplicht als burgerplicht en vervullen deze vrijwillig en naar beste vermogen, en nemen deze ongemakken op de koop toe.
Juryleden hebben onder Amerikaans recht ontslagbescherming; men kan niet worden ontslagen wegens het vervullen van juryplicht. Toch kan het financiële consequenties hebben omdat werkgevers geen loon hoeven door te betalen. In plaats daarvan krijgt men een (bescheiden) vergoeding van de overheid wat tot gevolgen kan leiden wanneer het loon en bestaande financiële verplichtingen hoger zijn. Overheden en semi-overheden tellen jurydienst daarentegen als betaald verlof en betalen hun werknemers die juryplicht moeten verrichten derhalve hun salaris door.